# Joel Antônio Martins
Joel Antônio Martins, genannt Joel (* 23. November 1931 in Rio de Janeiro; † 1. Januar 2003 ebenda) war ein brasilianischer Fußballspieler.

## Nationalmannschaft
1958 gewann Joel mit der brasilianischen Nationalmannschaft die Fußball-Weltmeisterschaft und kam dabei zu zwei Einsätzen. Insgesamt bestritt er 14 Länderspiele und erzielte vier Tore.
Joel starb am 1. Januar 2003 im Alter von 71 Jahren.

## Erfolge
Nationalmannschaft
- Fußball-Weltmeisterschaft: 1958

Flamengo
- Torneio Rio-São Paulo: 1961